# Tennman Records
Tennman Records es una compañía discográfica estadounidense, una empresa compartida por el cantante Justin Timberlake y el sello Interscope Records.

## Historia
El sello fue anunciado en un comunicado de prensa el 28 de mayo de 2007. «Estamos todos entusiasmados con el talento que tenemos que ofrecer, y estoy ansioso por presentarle al mundo mis nuevos descubrimientos», declaró Timberlake, quien oficia como presidente y director ejecutivo de la compañía.
Justin es también el encargado de la dirección creativa, y está envuelto activamente en todas las operaciones del sello. Ken Komisar comparte el puesto de presidente de la compañía, mientras que Rey Flemings oficia como principal oficial ejecutivo. Navin Watumull es el encargado de la sección artists and repertoire del sello.
La cantante holandesa Esmée Denters, quien se hizo conocida gracias al sitio YouTube, fue la primera artista en firmar contrato con Tennman Records, y el 6 de junio de 2007 se anunció que sería la telonera en seis conciertos de la gira europea de Justin Timberlake, FutureSex/LoveShow.

## Artistas
- Esmée Denters
- Matt Morris
- Freesol
- Brenda Radney